# Marija Witaljewna Komarewzewa
Marija Witaljewna Komarewzewa (russisch Мария Витальевна Комаревцева; * 17. Juli 1993) ist eine russische Naturbahnrodlerin. Sie startet seit der Saison 2010/2011 im Weltcup.

## Karriere
Ihren ersten internationalen Auftritt hatte Marija Komarewzewa bei der Juniorenweltmeisterschaft 2010 in Deutschnofen. Dort erreichte sie auf Anhieb den fünften Platz. Zu Beginn der Saison 2010/2011 nahm sie erstmals an drei Weltcuprennen teil. Sie belegte in den beiden Rennen von Nowouralsk als jeweils Vorletzte den siebenten Platz und erzielte in Gsies unter 16 Rodlerinnen den zwölften Platz. Im Gesamtweltcup belegte sie damit den 13. Rang. Für die Junioreneuropameisterschaft 2011 in Laas war sie zwar gemeldet, teilgenommen hat sie jedoch nicht.
In der Saison 2011/2012 nahm Komarewzewa wie im Vorjahr an drei der sechs Weltcuprennen teil. Sie wurde im Auftaktrennen in Latzfons 10. und in Olang und in Umhausen jeweils 14., womit sie Rang 16 im Gesamtweltcup belegte. Bei der Europameisterschaft 2012 in Nowouralsk, ihrem ersten Titelkampf in der Allgemeinen Klasse, erreichte Komarewzewa den zehnten Platz. Bei der zwei Wochen davor ausgetragenen Juniorenweltmeisterschaft 2012 in Latsch kam sie nicht in die Wertung, da sie im dritten der drei Wertungsläufe nicht startete.

## Erfolge

### Europameisterschaften
- Nowouralsk 2012: 10. Einsitzer

### Juniorenweltmeisterschaften
- Deutschnofen 2010: 5. Einsitzer

### Weltcup
- 2 Top-10-Platzierungen in Weltcuprennen